# Вуд, Джон Георг
Джон Георг Вуд (21 июля 1827, Лондон — 3 марта 1889, Ковентри) — британский священник, зоолог-любитель, писатель-натуралист, лектор и популяризатор естественных наук.

## Биография
Родился в семье хирурга, с 1838 года его воспитанием руководил дядя-священник. Начальное образование получил дома, затем учился в гимназии в Эшбурне и Мёртон-Колледже в Оксфорде, куда поступил в 1844 году; после получения учёной степени бакалавра искусств в 1848 году на протяжении двух лет работал в анатомическом музее в Крайст-Чёрче, будучи ассистентом Генри Аклэнда; в 1851 году получил степень магистра искусств. В 1852 году был возведён в сан диакона англиканской церкви, став викарием прихода св. Фомы в Оксфорде и одновременно заняв должность капеллана в Часовне Лодочников там же. В 1854 году получил сан священника, но в том же году оставил свой приход, чтобы на некоторое время посвятить себя научной и литературной работе. В 1858 году стал проповедником в Крайстч-Чёрче, Ньюгэйт-Стрит, а с 1856 по 1862 год был также помощником капеллана в больнице св. Варфоломея в Лондоне. В 1863 году оставил обе этих должности и в связи с ухудшением здоровья переехал в Бельведер, где был помощником викария прихода до 1873 года.
С 1868 по 1876 год занимал пост руководителя союза церковных хоров диоцеза Кентербери. В декабре 1876 года покинул Бельведер, в 1878 году осел в Норвуде. После 1876 года полностью посвятил себя написанию книг о природе и животных и чтению во всех частях страны лекций по зоологии, которое всегда сопровождал собственными рисунками на досках или больших листах белой бумаги с помощью цветных мелков и с которыми периодически выступал с 1856 года. Эти «лекции-скетчи», как их называл сам Вуд, были очень популярны, и сделали его имя широко известным в Великобритании и в Соединённых Штатах. С января 1854 года по июнь 1877 года был членом Лондонского общества Линнея. В 1883—1884 годах выступал с лекциями в Лоуэлловском институте в Бостоне. Некоторое время был редактором журнала «Boy’s Own Magazine». Продолжал выступать с публичными лекциями до конца жизни и скончался во время чтения лекции в Ковентри. Первоначально был решительным противником теории эволюции Дарвина, но под конец жизни изменил своё мнение.
Первая книга Вуда вышла в 1851 году. Наиболее значимой работой его авторства считается трёхтомный труд «Natural History», однако более всего он известен серией книг, начавшейся с сочинения «Common Objects of the Sea-Shore», включавшего изложенные доступным языком описания насекомых, моллюсков и прочих существ, и «Common Objects of the Country». Ещё одной его книгой, пользовавшейся большой популярностью, стала работа о фауне садов «Our Garden Friends and Foes». Согласно оценке Оксфордского словаря национальных биографий, работы Вуда не были подлинно научными, однако он и не претендовал на статус учёного, а лишь стремился популяризировать естественнонаучное знание.